# Terrance Roberson
Terrance Lamar Roberson (nacido el 30 de diciembre de 1976 en Saginaw, Míchigan) es un exjugador de baloncesto estadounidense que jugó una temporada en la NBA, además de hacerlo en diversas ligas menores de su país,  y en más de una decena de ligas de otros países. Con 2,01 metros de estatura, lo hacía en la posición de alero. Es primo del también exjugador de baloncesto Anthony Roberson.

## Trayectoria deportiva

### Universidad
Jugó durante cuatro temporadas con los Bulldogs de la Universidad Estatal de California, Fresno, en las que promedió 13,2 puntos, 5,0 rebotes y 2,4 asistencias por partido. En 2000 lideró la clasificación de mejores lanzadores de tiros libres de la Western Athletic Conference, con un 84,6 % de efectividad, siendo además el que más triples anotó, con 88.

### Profesional
Tras no ser elegido en el Draft de la NBA de 2000, fichó como agente libre por los Charlotte Hornets, con los que únicamente disputó tres partidos, en los que no llegó a anotar ni un solo punto. Tras jugar el resto de la temporada en ligas menores, fue elegido en la segunda posición del Draft de la NBA Development League de 2001 por los Huntsville Flight, con los que jugó 14 partidos como titular, en los que promedió 13,4 puntos y 3,8 rebotes. Mediada la temporada fue traspasado a los Greenville Groove, donde disputó 12 partidos como suplente, promediando 6,0 puntos y 1,5 rebotes.
En 2002 fichó por el Acegas Trieste de la liga italiana, donde jugó una temporada en la que promedió 17,0 puntos y 3,6 rebotes por partido. Al año siguiente cambió de equipo para jugar en el Bipop Carire RE de la Legadue, la segunda vivisión italiana, promediando 16,6 puntos y 4,1 rebotes por encuentro.
A partir de ese momento jugó las siete siguientes temporadas en ligas de 10 países diferentes de todo el mundo, en Europa, México y Canadá, retirándose en 2011.

## Estadísticas de su carrera en la NBA

### Temporada regular
| Temporada | Edad | Equipo            | Liga | Pos. | P | TIT | MIN | TC  | TCA | %TC  | 3P  | 3PA | %3P  | 2P  | 2PA | %2P  | TL  | TLA | %TL | R.OF. | R.DEF. | REB | ASIS | ROB | TAP | PER | FP  | PTS |
| 2000-01   | 24   | Charlotte Hornets | NBA  | SF   | 3 | 0   | 4.3 | 0.0 | 0.7 | .000 | 0.0 | 0.3 | .000 | 0.0 | 0.3 | .000 | 0.0 | 0.0 |     | 0.0   | 0.3    | 0.3 | 0.3  | 0.0 | 0.0 | 0.7 | 1.0 | 0.0 |
| Total     |      |                   | NBA  |      | 3 | 0   | 4.3 | 0.0 | 0.7 | .000 | 0.0 | 0.3 | .000 | 0.0 | 0.3 | .000 | 0.0 | 0.0 |     | 0.0   | 0.3    | 0.3 | 0.3  | 0.0 | 0.0 | 0.7 | 1.0 | 0.0 |